# Murenen
De murenen (Muraenidae) of moeralen vormen een familie straalvinnige vissen uit de orde van palingachtigen (Anguilliformes). Er zijn circa 220 soorten, verdeeld over 16 geslachten. Murenen komen voor in zowel zee-, brak als zoet water en komen verspreid over de gehele wereld voor.

## Habitat
Murenen komen vooral voor in tropische en subtropische wateren tot op dieptes van wel 200 meter. Zij brengen de meeste tijd door in holtes of rotsspleten. Zij scheiden een beschermend slijm af dat hun schubloze huid bedekt, dat bij sommige soorten giftig kan zijn. De kleine ronde kieuwen, ver achter de bek op hun flanken gelegen, maken dat murenen gapen om de ademhaling te vergemakkelijken.

## Anatomie
Murenen kunnen een lengte van 1-2 meter bereiken. De rugvin strekt zich uit van net achter de kop over de rug waar hij naadloos aansluit op de staart- en aarsvin. De meeste soorten missen de borst- en buikvinnen, wat bijdraagt tot hun slangachtig uiterlijk. Hun ogen zijn klein en moeralen zijn vooral afhankelijk van hun sterk ontwikkelde reukvermogen als zij in hun schuilplaats hun prooi afwachten. Soms kunnen zij ook hun schuilplaats verlaten om een reukspoor te volgen.
Het lichaam is gevlekt tot in de bek toe, hetgeen een camouflerend effect heeft. Zij hebben brede kaken en een vooruitstekende snuit. Zij bezitten grote scherpe tanden waarmee zij hun prooi in stukken scheuren alvorens deze te verorberen. Achter in hun keel hebben zij nog een stel faryngale kaken die naar voren komen om de prooi te verorberen.

## Voedsel
De meeste soorten zijn vleesetend en voeden zich vooral met vis, koppotigen, schaal- en weekdieren. Zij wachten totdat hun prooi dicht genoeg is genaderd, en springen dan uit hun schuilplaats naar voren om hun prooi te grijpen. Vele soorten zijn vooral in de nacht actief. Zij vormen zelf alleen een prooi voor zeebaarzen, andere moeralen en barracuda’s. 

## Relatie tot de mens
Murenen zijn voor mensen gevaarlijk en kunnen aan duikers ernstige verwondingen toebrengen. Dit heeft hen een reputatie van agressieve roofvissen bezorgd, wat niet terecht is. Murenen zijn niet geneigd uit zichzelf aan te vallen en de meeste aanvallen zijn dan ook (onbedoeld) geprovoceerd door duikers, bijvoorbeeld als deze hun hand in de schuilplaats steken. Murenen krijgen soms door duikers met de hand dode vis gevoerd, als toeristische attractie. Ze kunnen echter erg slecht zien en vertrouwen op hun reuk, waardoor ze slecht onderscheid kunnen maken tussen de vis en (de nog naar vis ruikende) vingers. Er zijn dan ook incidenten bekend van duikers die op deze manier een vinger zijn kwijtgeraakt. Verder wordt ook op murenen gevist, maar sommige soorten kunnen de ciguatera voedselvergiftiging veroorzaken.

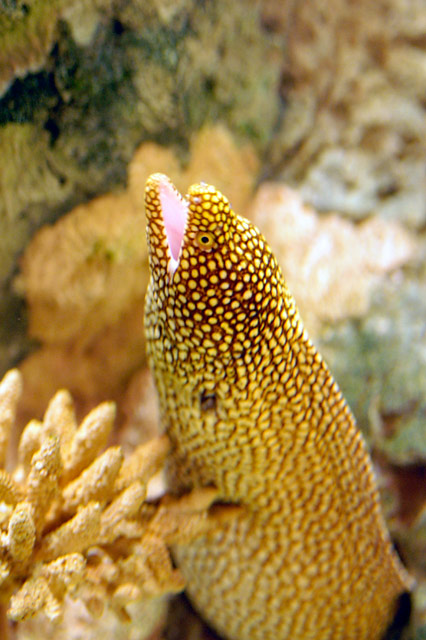
Gymnothorax mordax

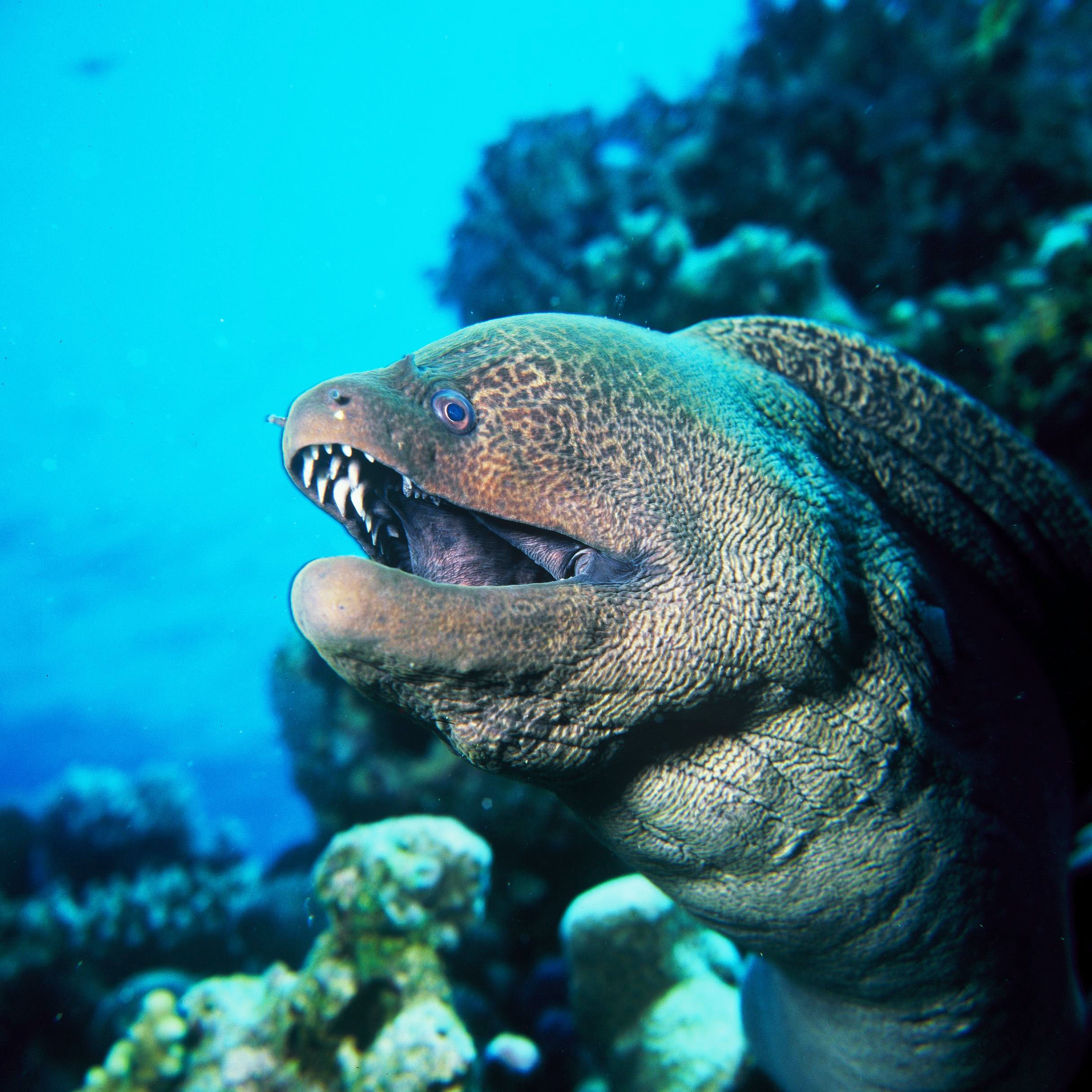
Reuzenmurene (Gymnothorax javanicus)

## Geslachten
- Anarchias Bloch, 1795
- Channomuraena J. Richardson, 1848
- Cirrimaxilla Hong Ming Chen & K. T. Shao, 1995
- Diaphenchelys McCosker & Randall, 2007
- Echidna J. R. Forster, 1788
- Enchelycore J. R. Forster, 1788
- Enchelynassa Kaup, 1855
- Gymnomuraena Lacépède, 1803
- Gymnothorax Bloch, 1795
- Monopenchelys E. B. Böhlke & McCosker, 1982
- Muraena Linnaeus, 1758
- Pseudechidna Bleeker, 1863
- Rhinomuraena Garman, 1888
- Scuticaria Bloch, 1795
- Strophidon McClelland, 1944
- Uropterygius Bloch, 1795